# 倫敦車站群
倫敦車站群（英語：London station group）位於中倫敦，由英國全國鐵路轄下18個車站組成。這些車站大多屬於終點站，以國家主要鐵路服務或當地通勤路線為主；另有一些是中途站，但被英國全國鐵路視為終點站並作售票用途。目前倫敦車站群的所有站點都位於第一收費區。持有標有「倫敦終點站」車票的人士，可以經由《國家路線指南》許可的路線，從始發站前往任何一個倫敦終點站。
車站群大多終點站都是建於19世紀中葉，當時英國正處於鐵路運輸最初的繁榮時期。直接在市中心修建車站的成本過於高昂，因此許多車站都建在倫敦市中心的邊緣，並停靠在現時的倫敦內環路。另一方面，各間鐵路公司傾向建設自家的車站和鐵路線，並與其他同行展開競爭。倫敦地鐵的發展最終使各個終點站得以接駁起來，情況一直延續到21世紀。為了提供更大的容量，以及更有效地與鐵路網連接，許多車站都已經升級和邁向現代化。作為倫敦首個終點站，倫敦橋經歷多次擴建和重建。而在19世紀的主要終點站中，只有寬街被關閉。
車站群對於周圍環境也產生一定影響。車站修建初期，鐵路公司拆卸泰晤士河南岸的低收入住房，卻未有為居民覓地重建，導致他們只能遷入剩餘的房子，令其變得擁擠，同時在車站周圍形成貧民窟。踏入21世紀，車站建設對周邊地區的影響開始減少，甚至促使它們紳士化，公眾也對此給予好評。

## 說明

倫敦中心13個主要鐵路車站的地圖

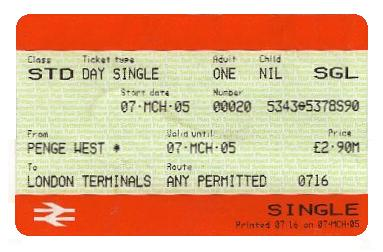
車票例子，左下方顯示出發地是彭奇西，目的地是「倫敦終點站」

1970年以前，前往倫敦的火車票都是只能乘往特定終點站。1970年4月起，南部分區多個終點站被整合為「理論上的共通車站」，稱為。持有火車票的乘客可乘往黑衣修士、坎農街、查令十字、霍爾本高架橋、倫敦橋、沃克斯霍爾、維多利亞、滑鐵盧、滑鐵盧東。1983年5月，適逢英國鐵路票價更新，共通車站的概念開始擴展至倫敦其他終點站。倫敦車站群組建時，發言人宣稱：「作為簡化路線和降低『單獨票價』進展的一部分……大多數倫敦鐵路票價都採用了LONDON BR的共同起點／終點。」當時，往返倫敦的車票通常顯示作目的地或出發地，直至1989年1月它更名為「倫敦英國鐵路」（LONDON BRIT RAIL），車票才改為顯示後者名稱。英國鐵路私有化後，從1997年底開始這些終點站單獨使用「倫敦」（LONDON）這一名稱，到了1998年4月才開始使用現時的稱謂「倫敦終點站」（LONDON TERMINALS）。
倫敦車站群所有車站均屬於倫敦軌道運輸第一收費區，而且大多數車站都是鐵路線的尾站，包括滑鐵盧、帕丁頓、尤斯頓、國王十字等主要全國性鐵路樞紐，以及坎農街、沼澤門等的區域鐵路樞紐。此外，城市泰晤士連線、老街、沃克斯霍爾、滑鐵盧東在技術上來說並非終點站，但被英國全國鐵路用作目的地，因此被認為適合納入「倫敦終點站」來售票。自1983年以來，車站群出現多次變化。當時，車站群包含18個車站，分別是黑衣修士、寬街、坎農街、查令十字、尤斯頓、芬喬奇街、霍爾本高架橋、國王十字、國王十字米德蘭市、利物浦街、倫敦橋、馬里波恩、沼澤門、帕丁頓、聖潘克拉斯、沃克斯霍爾、維多利亞、滑鐵盧。1984年1月起，滑鐵盧東獲列入車站群。兩年後，沼澤門除名，老街取而代之。另外，1986年初肯辛頓（奧林匹亞）升級為城際車站，提供往返英格蘭西北部至南部海岸的定期鐵路服務，因此同樣獲納入車站群。1988年5月，沼澤門獲重新列入車站群。1994年5月，肯辛頓（奧林匹亞）除名，理由是英國全國鐵路決定將該站的票價調整至與鄰近威爾斯登交匯站的票價相同。
持有發給「倫敦終點站」車票的人士，可以經由《國家路線指南》許可的路線，從始發站前往任何一個倫敦終點站。例如，從布萊頓出發的乘客可以經由鐵路前往克拉珀姆交匯站，再轉往倫敦橋、維多利亞、黑衣修士、城市泰晤士連線或滑鐵盧。乘客不能利用該車票以任何非英國全國鐵路運輸方式前往任何車站，包括倫敦地鐵、碼頭區輕便鐵路或倫敦巴士等。鑑於布萊頓與尤斯頓或帕丁頓沒有由英國全國鐵路營運的許可路線直連，因此乘客無法使用該車票由布萊頓前往兩地。在《國家路線指南》出現之前，許可路線的概念並不存在。當時英國全國鐵路使用的是「合理路線」一詞，而倫敦車站群僅表示乘客往返始發站和各倫敦終點站之間的行程「受制於正常路線可用性」。

## 背景

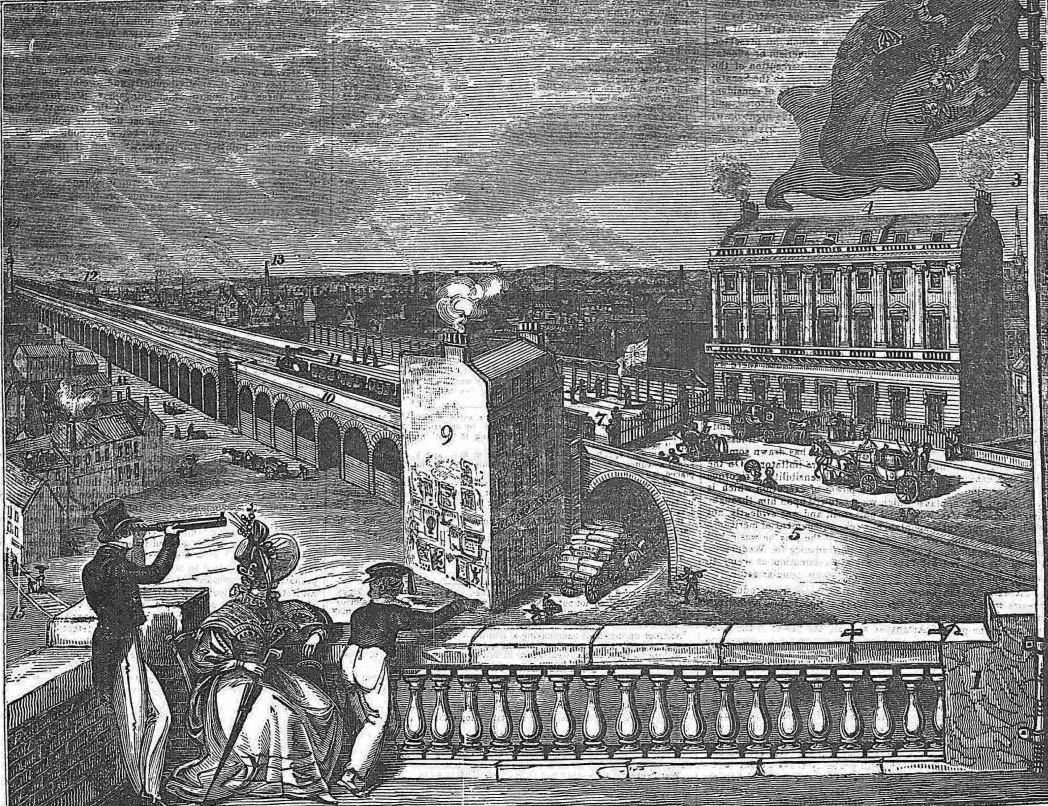
1836年，倫敦首個終點站倫敦橋正式啟用

首批倫敦終點站建於1830年代後期（由1836年啟用的倫敦橋開始）至1840年代初中期。泰晤士河以北的房產瀕臨富人區，拆遷成本太高，而河流以南的地區主要是貧民窟和廉價房產，成本相對便宜，同時能夠令終點站更容易靠近城市和西區這兩個理想區域。律師兼鐵路規劃師查爾斯·皮爾森提議在法靈頓興建主要中央車站，用以接駁所有鐵路支線。1846年，大都會鐵路終點站皇家委員會成立，以審查皮爾森的計劃，並研究將終點站進一步擴大並相互連接是否合適。委員會得出的結論是不必要，建設單個終點站也不可取，原因在於它會帶來交通擠塞問題，而且拆除其餘擋路的房產也不合符成本效益。
皇家委員會建議，新車站不應在倫敦西區或市區內興建，新路則理應成為鐵路發展的北界。建議一出便引起各間鐵路公司競爭，它們均利用各自的財力來推行車站建設。大東部鐵路的利物浦街和北倫敦鐵路的寬街是獲委員會豁免、設於市區內的車站。1866年，倫敦、查塔姆及多佛爾鐵路通過雪山隧道連接黑衣修士和法靈頓，是唯一一條穿過倫敦市中心的主要鐵路線。

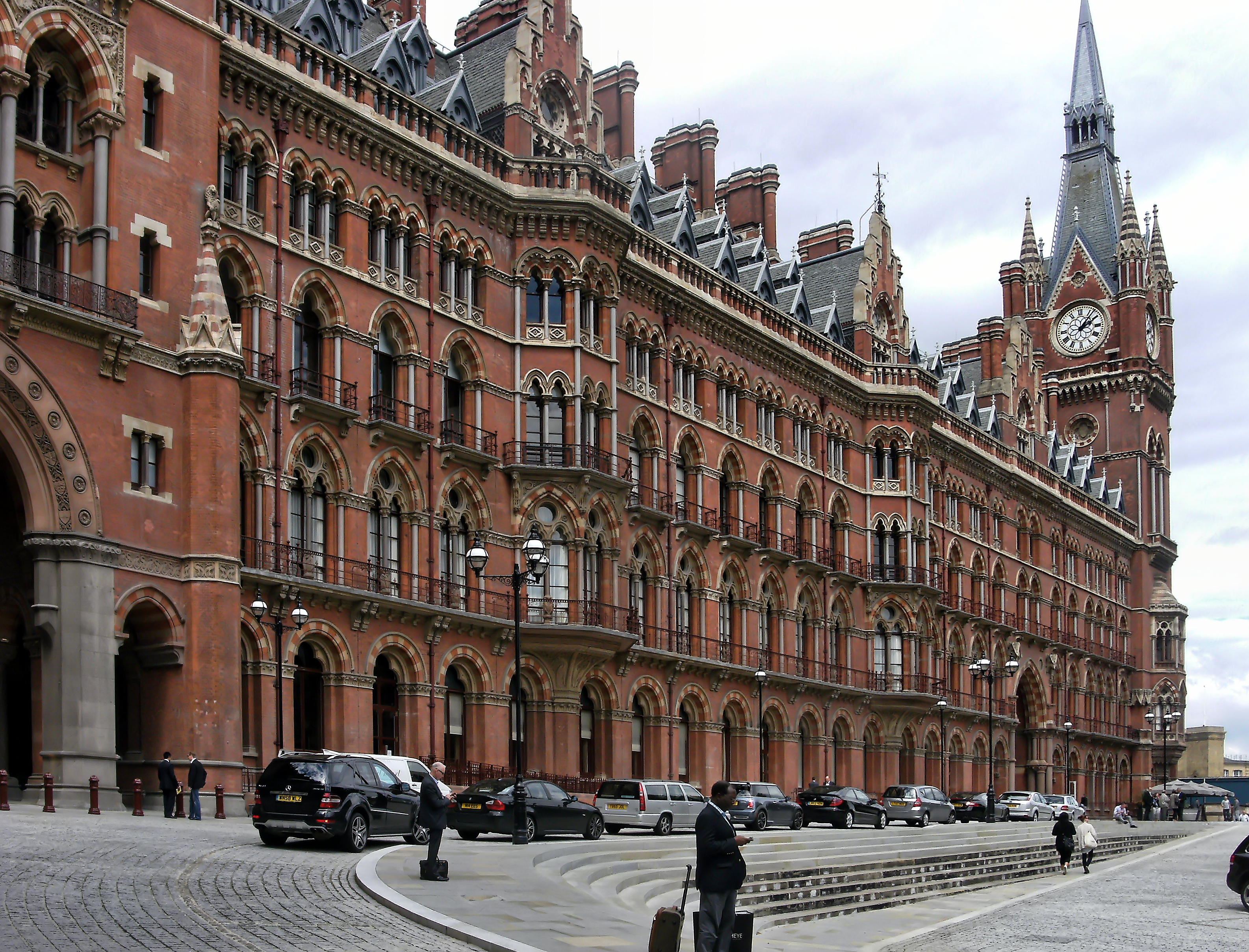
與鄰近的尤斯頓不同，聖潘克拉斯獨特的哥德式建築獲列為一級登錄建築，逃過被拆除的命運

倫敦的鐵路建設在1850年代中期至1870年代期間達到頂峰，估計當時用於修建首都周邊鐵路線的金額達4000萬英鎊。終點站之爭使鐵路公司成本增加和財務超支。大東部鐵路耗資約200萬英鎊，從大東部幹線原本的終點站主教門，增建路軌接駁至利物浦街。另一方面，從倫敦橋至坎農街和查令十字的擴建工程花費了400萬英鎊。倫敦、查塔姆及多佛爾鐵路修築經過黑衣修士和法靈頓的鐵路線也導致公司瀕臨破產，並在餘下時間裡陷入財務困境。1864年，鐵路計劃（大都會）聯合委員會認為隨著地下的大都會鐵路取得成功，各個終點站應由環狀鐵路連接，從而形成環線，但直到1884年這項工程才竣工。
到了1870年，鐵路公司在倫敦建造終點站的熱潮已過。1899年，最後一個的終點站——大中部鐵路的馬里波恩正式啟用。當時，倫敦中心區域大約314公頃（776英畝）的土地由鐵路公司擁有，佔整體百分之5.4，甚至比倫敦市法團還要多。

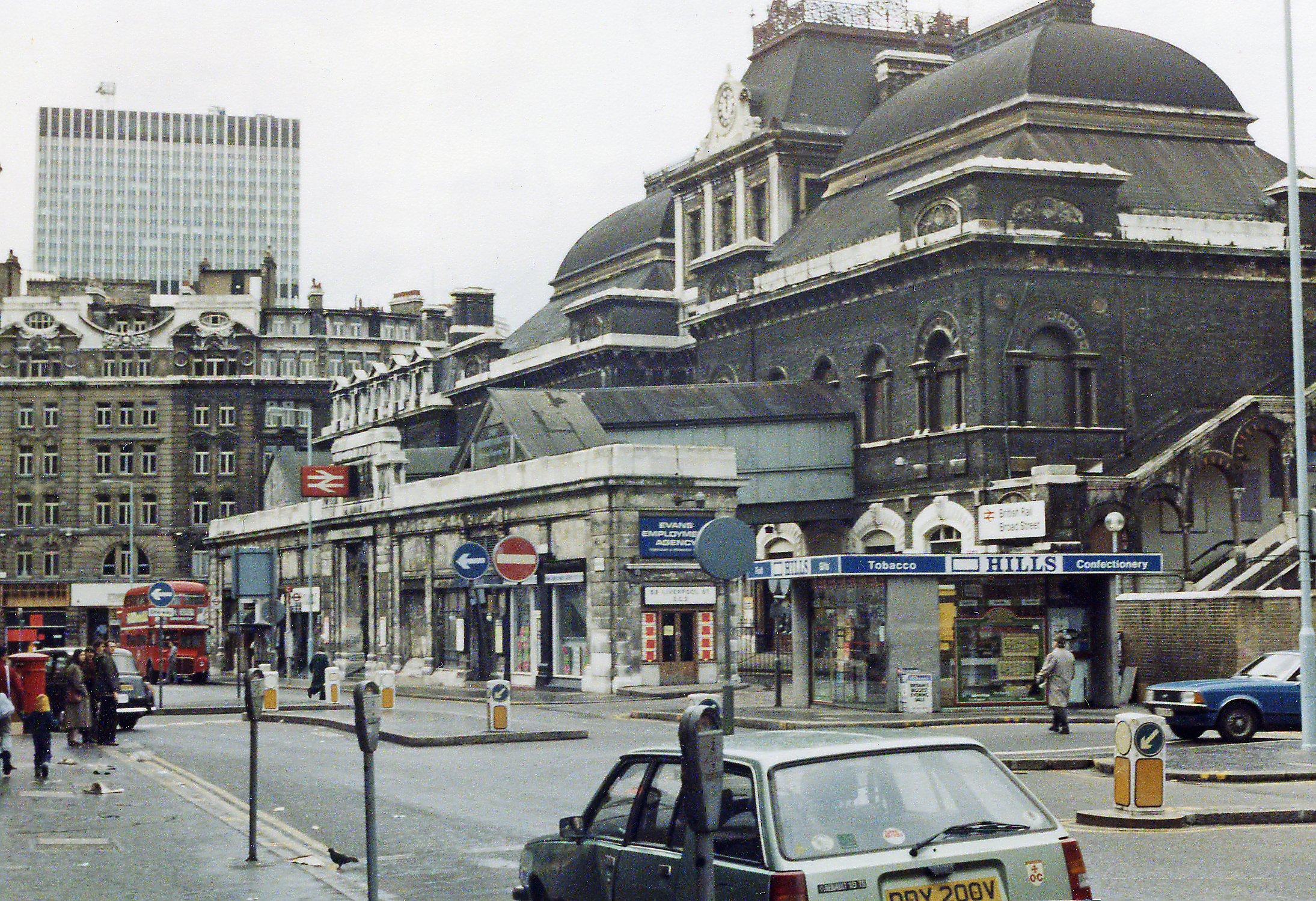
寬街是倫敦車站群中少有遭關閉和拆除的車站

倫敦地鐵的發展最終使各個終點站得以接駁起來。1863年，大都會鐵路開通，其目的在於連接帕丁頓和國王十字。同年，專責委員會建議修築環線來連接已建成或正在建設的終點站。直到1913年，除了芬喬奇街、盧德門山、霍爾本高架橋之外，所有終點站都至少有一條地鐵接駁。作為地鐵的替代方案，公共巴士也接駁了各個終點站。1928年，南部鐵路、倫敦及東北鐵路、大西部鐵路開始在轄下終點站之間，為普爾曼列車和大陸列車提供專用接駁巴士。1933年成立的倫敦乘客運輸委員會接管了前述服務，並由常規巴士服務取替。自1936年起，委員會為這項服務提供專用的二十座巴士，附設大型行李箱，統一票價為5便士。相關服務在第二次世界大戰期間暫停。另外，除了芬喬奇街和黑衣修士外，所有終點站在開通時都提供綜合出租車服務。當時的出租車由馬匹拉動，車站設有專用通道供馬匹前往月台，後期為了應付公路交通而改建為適合汽車使用。
20世紀初，為了滿足公眾需求，鐵路公司紛紛擴建和升級車站。其中，維多利亞、滑鐵盧、尤斯頓、坎農街、黑衣修士、倫敦橋這六個終點站已全面重建，倫敦橋甚至重建了數次。雖然1947年頒布的《城鄉規劃法》引入了現代登錄建築概念，但這些車站並未有迫切性需要在列。另外，儘管有些維多利亞時代興建的車站具有令人印象深刻的外牆和入口，但它們在1960年代不受人們喜歡，並逐漸被忽視。1962年尤斯頓車站推行現代化工程，拆除了原本的入口尤斯頓拱門，另一方面國王十字附近的地區也變得破敗。聖潘克拉斯屬罕有的例外，車站的維多利亞時期哥德式建築在1960年代同樣面對拆除威脅，但人們在目睹尤斯頓拱門的命運後，反對拆卸聖潘克拉斯獨特的建築，最終它在1967年獲列為一級登錄建築。同樣地，國王十字和帕丁頓先後於1954年和1961年獲列一級登錄建築。
1986年，曾經是倫敦本地和通勤服務主要終點站的寬街正式關閉。另外，隨著1980年代後期泰晤士連線啟用，霍爾本高架橋變得多餘，最終在1990年被英國鐵路關閉。公眾一度憂慮馬里波恩和聖潘克拉斯會步其後塵，但這兩個車站均已恢復生機，前者成為前往牛津和伯明翰的替代終點站，後者則是跨國高速鐵路歐洲之星的起點站。

## 社區和文化影響

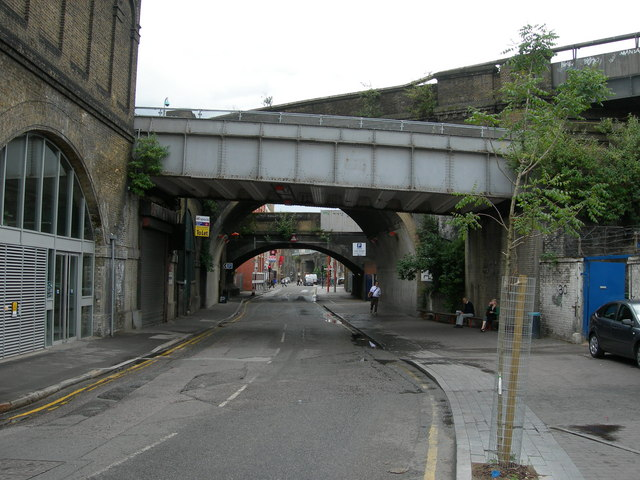
修建通往倫敦的鐵路須佔用大量土地，情況在泰晤士河以南尤其嚴重

各個終點站建成後便開始影響周邊地區。那些因鐵路而流離失所的人不管住宿條件如何，均擠在任何可居住的大樓內，最終形成了貧民窟，而車站周邊區域更充斥著廉價的紀念品商店和流鶯。相反，中產階級搬到郊區。後來郊區的鐵路交通亦有改善，居民甚至可以乘坐火車輕鬆到達倫敦市中心。1853年至1901年間，鐵路擴建直接令大約7.6萬人失去家園。在滑鐵盧站落成前，該區便因賣淫而臭名昭著，最終倫敦及西南鐵路於1867年強制購買這些房產並拆除它們，以容納擴建的車站。後來建成的馬里波恩站是罕有未有對鄰近地區居民造成滋擾的重要例子，而查令十字站受貧民窟建築的影響比鄰近車站還要小。
在巴特西和新十字附近，鐵路線和交流道佔用了大約120公頃（300英畝）的可用空間。因修建車站而被拆卸的低收入住房未有重建，導致居民只能遷入剩餘的房子，令其變得人滿為患。由於泰晤士河以北沒有可供替代的地面鐵路服務，因此該區以地下鐵路為主，相反地面鐵路在河流以南激增。
與19世紀相比，現今車站建設的同時也促使周邊地區紳士化。以國王十字和聖潘克拉斯為例，這兩個車站均在21世紀經歷現代化改造，並獲得更佳的公眾評價。另一方面，車站附近的倉庫大多已被拆除，釋放出來的土地則用來興建游泳池和新式公寓。
國王十字、馬里波恩、芬喬奇街、利物浦街這四個前倫敦及東北鐵路的終點站是標準英國版大富翁的車站。

## 車站表

### 現役
| 車站           | 圖片 | 位置     | 座標                                    | 原先管轄機構               | 現時管轄機構                                              | 市內服務區域               | 全國服務區域                                                                                      | 啟用日期       | 月台 | 月台 | 等級 |
| 車站           | 圖片 | 位置     | 座標                                    | 原先管轄機構               | 現時管轄機構                                              | 市內服務區域               | 全國服務區域                                                                                      | 啟用日期       | 終點 | 中途 | 等級 |
| -------------- | ---- | -------- | --------------------------------------- | -------------------------- | --------------------------------------------------------- | -------------------------- | ------------------------------------------------------------------------------------------------- | -------------- | ---- | ---- | ---- |
| 黑衣修士       |      | 倫敦市   | 51°30′40″N 0°06′11″W / 51.511°N 0.103°W | 倫敦、查塔姆及多佛爾鐵路   | 泰晤士連線                                                | 西北方、北方、南方、東南方 | 泰晤士連線、格域機場、盧頓機場                                                                    | 1886年5月10日  | 2    | 2    | A    |
| 坎農街         |      | 倫敦市   | 51°30′36″N 0°05′24″W / 51.510°N 0.090°W | 東南鐵路                   | 英國鐵路網公司                                            | 東南方                     | 肯特郡、東薩塞克斯郡                                                                              | 1866年9月1日   | 7    | 0    | A    |
| 查令十字       |      | 西敏市   | 51°30′25″N 0°07′23″W / 51.507°N 0.123°W | 東南鐵路                   | 英國鐵路網公司                                            | 東南方                     | 肯特郡、東薩塞克斯郡                                                                              | 1864年1月11日  | 6    | 0    | A    |
| 城市泰晤士連線 |      | 倫敦市   | 51°30′58″N 0°06′11″W / 51.516°N 0.103°W | 英國鐵路 （東南鐵路網）    | 泰晤士連線及大北方鐵路                                    | 西北方、北方、南方、東南方 | 泰晤士連線、格域機場、盧頓機場                                                                    | 1990年5月30日  | 0    | 2    | D    |
| 尤斯頓         |      | 卡姆登   | 51°31′41″N 0°07′59″W / 51.528°N 0.133°W | 倫敦及伯明翰鐵路           | 英國鐵路網公司                                            | 西北方                     | 西海岸主線                                                                                        | 1837年7月20日  | 18   | 0    | A    |
| 芬喬奇街       |      | 倫敦市   | 51°30′40″N 0°04′41″W / 51.511°N 0.078°W | 倫敦及黑牆鐵路             | c2c                                                       | 東方                       | 濱海紹森德                                                                                        | 1841年8月2日   | 4    | 0    | A    |
| 國王十字       |      | 卡姆登   | 51°31′55″N 0°07′23″W / 51.532°N 0.123°W | 大北部鐵路                 | 英國鐵路網公司                                            | 北方                       | 東海岸主線                                                                                        | 1852年10月14日 | 12   | 0    | A    |
| 利物浦街       |      | 倫敦市   | 51°31′05″N 0°04′52″W / 51.518°N 0.081°W | 大東部鐵路                 | 英國鐵路網公司                                            | 東方、東北方               | 東英格蘭、史坦斯特機場                                                                            | 1874年2月2日   | 18   | 0    | A    |
| 倫敦橋         |      | 南華克   | 51°30′18″N 0°05′10″W / 51.505°N 0.086°W | 倫敦及格林威治鐵路         | 英國鐵路網公司                                            | 南方、東南方、西北方       | 肯特郡、東薩塞克斯郡、格域機場                                                                    | 1836年12月14日 | 6    | 9    | A    |
| 馬里波恩       |      | 西敏市   | 51°31′19″N 0°09′47″W / 51.522°N 0.163°W | 大中部鐵路                 | 奇爾特恩鐵路                                              | 西北方                     | 伯明翰                                                                                            | 1899年3月15日  | 6    | 0    | A    |
| 沼澤門         |      | 倫敦市   | 51°31′05″N 0°05′17″W / 51.518°N 0.088°W | 大都會鐵路                 | 倫敦地鐵                                                  | 北方                       | 赫特福德郡                                                                                        | 1865年12月23日 | 2    | 0    | E    |
| 老街           |      | 伊斯灵顿 | 51°31′30″N 0°05′13″W / 51.525°N 0.087°W | 城市及南倫敦鐵路           | 倫敦地鐵                                                  | 北方                       | 赫特福德郡                                                                                        | 1901年11月17日 | 0    | 2    | E    |
| 帕丁頓         |      | 西敏市   | 51°31′01″N 0°10′37″W / 51.517°N 0.177°W | 大西部鐵路                 | 英國鐵路網公司                                            | 西方                       | 大西部主線、希思羅機場                                                                            | 1854年1月16日  | 14   | 0    | A    |
| 聖潘克拉斯     |      | 卡姆登   | 51°31′48″N 0°07′30″W / 51.530°N 0.125°W | 米德兰铁路                 | 英國鐵路網公司、1號高速鐵路有限公司、欧洲之星国际有限公司 | 北方、西北方、南方、東南方 | 米德蘭主線、泰晤士連線、格域機場、盧頓機場、1號高速鐵路（肯特郡）、歐洲之星（比利時、法國、荷蘭） | 1868年10月1日  | 13   | 2    | A/C  |
| 沃克斯霍爾     |      | 蘭貝斯   | 51°29′06″N 0°07′19″W / 51.485°N 0.122°W | 倫敦及西南鐵路             | 西南鐵路                                                  | 西北方                     | 薩里郡                                                                                            | 1848年7月11日  | 0    | 8    | B    |
| 維多利亞       |      | 西敏市   | 51°29′46″N 0°08′38″W / 51.496°N 0.144°W | 維多利亞車站及皮姆利柯鐵路 | 英國鐵路網公司                                            | 南方、東南方、西南方       | 肯特郡、萨塞克斯郡、格域機場、薩里郡、漢普郡                                                      | 1860年10月10日 | 19   | 0    | A    |
| 滑鐵盧         |      | 蘭貝斯   | 51°30′11″N 0°06′47″W / 51.503°N 0.113°W | 倫敦及西南鐵路             | 英國鐵路網公司                                            | 西北方、北方               | 西南英格蘭、薩里郡、漢普郡                                                                        | 1848年7月11日  | 24   | 0    | A    |
| 滑鐵盧東       |      | 蘭貝斯   | 51°30′14″N 0°06′36″W / 51.504°N 0.110°W | 東南鐵路                   | 東南                                                      | 南方、東南方               | 肯特郡、東薩塞克斯郡                                                                              | 1869年1月1日   | 0    | 4    | B    |

### 除名
| 車站               | 圖片 | 位置               | 座標                                      | 原先管轄機構             | 啟用日期      | 終止日期      | 現況     |
| ------------------ | ---- | ------------------ | ----------------------------------------- | ------------------------ | ------------- | ------------- | -------- |
| 寬街               |      | 倫敦市             | 51°31′08″N 0°05′00″W / 51.519°N 0.0833°W  | 北倫敦鐵路               | 1865年11月1日 | 1986年6月30日 | 關閉     |
| 霍爾本高架橋       |      | 倫敦市             | 51°30′58″N 0°06′13″W / 51.5162°N 0.1036°W | 倫敦、查塔姆及多佛爾鐵路 | 1874年3月2日  | 1990年1月26日 | 關閉     |
| 肯辛頓（奧林匹亞） |      | 哈默史密斯和富勒姆 | 51°29′55″N 0°12′39″W / 51.4986°N 0.2108°W | 西倫敦鐵路               | 1844年5月27日 | 1994年        | 仍然運作 |
| 國王十字泰晤士連線 |      | 卡姆登             | 51°31′51″N 0°07′13″W / 51.5308°N 0.1202°W | 大都會鐵路               | 1863年1月10日 | 2007年12月9日 | 關閉     |

## 註解及參考資料
註解
1. ↑  雖然法靈頓在泰晤士連線屬於許可站點，但它與該路線上的相鄰車站不同，並非「倫敦終點站」的一部分，因此旅客無法以此前往這些終點站[7]。
2. ↑  按照英國消費者物價指數（英语：Consumer Price Index (United Kingdom)）來計算，當時的4000萬英鎊相當於2021年約39.51億英鎊[22]。
3. ↑  按照英國消費者物價指數來計算，當時的200萬英鎊相當於2021年約1.98億英鎊[22]。
4. ↑  按照英國消費者物價指數來計算，當時的400萬英鎊相當於2021年約3.95億英鎊[22]。
5. ↑  按照英國消費者物價指數來計算，1936年的5便士相當於2021年約3.61英鎊[22]。
6. ↑  不包括倫敦地鐵。
7. ↑  該等級由英國交通部設計，按重要性把鐵路車站大致分為A至F級[54]。
8. ↑  國家和國內等級：A；泰晤士連線等級：C。[78]
9. ↑  車站主體部分位於哈默史密斯和富勒姆區，但東部則位處肯辛頓和切爾西區[90]。

參考資料
1. 1 2  . Journal of the Transport Ticket Society. February 2011, (565): 63. ISSN 0144-347X （英语）.
2. 1 2 3 4  . . London: British Railways Board. : A2 （英语）.
3. 1 2 3  . . London: British Railways Board. 1983-05-22: A3 （英语）.
4. ↑  . British Rail Sales Circular (Swindon: British Rail Sales Communications Unit). 1989-01-21, (124): 7 （英语）.
5. ↑  . Journal of the Transport Ticket Society. February 1998, (409): 59. ISSN 0144-347X （英语）.
6. ↑  . Journal of the Transport Ticket Society. June 1998, (413): 218. ISSN 0144-347X （英语）.
7. 1 2 3 4 5 6 7  . Network Rail.   [2022-07-24]. （原始内容存档于2021-03-20） （英语）.
8. 1 2 3 4 5 6 7 8 9 10 11 12  . Network Rail. 2021  [2022-07-24]. （原始内容存档于2022-06-18） （英语）.
9. 1 2  . . London: British Railways Board. 1986-01-12: A3 （英语）.
10. ↑  . Journal of the Transport Ticket Society. February 1986, (266): 78. ISSN 0144-347X （英语）.
11. ↑  . Journal of the Transport Ticket Society. July 1986, (271): 291. ISSN 0144-347X （英语）.
12. ↑  . . London: British Railways Board. 1988-05-15: A5 （英语）.
13. ↑  . . London: British Railways Board. 1994-05-29. Unpaginated （英语）.
14. 1 2   (PDF). Newsrail Express (Association of Train Operating Companies). 2006-07-22, (319): 3–4  [2022-07-24]. （原始内容存档 (PDF)于2021-02-28） （英语）.
15. 1 2 3  Jackson 1984，第17頁.
16. ↑  Martin 2013，第22頁.
17. 1 2  Jackson 1984，第16-17頁.
18. 1 2 3  Martin 2013，第24頁.
19. ↑  Ball & Sunderland 2002，第213頁.
20. ↑  Jackson 1984，第19頁.
21. ↑  Jackson 1984，第23頁.
22. 1 2 3 4  见英国零售价指数，数据来自Clark, Gregory. . MeasuringWorth. 2017  [2022-06-11].
23. 1 2 3 4 5  Ball & Sunderland 2002，第213-214頁.
24. ↑  Jackson 1984，第19, 21頁.
25. 1 2 3  Ball & Sunderland 2002，第215頁.
26. ↑  Davies & Grant 1983，第36頁.
27. ↑  Ball & Sunderland 2002，第214頁.
28. ↑  Woodall 2017，第132頁.
29. ↑  Wolmar 2012，第30頁.
30. ↑  Wolmar 2012，第69-70頁.
31. ↑  Jackson 1984，第21頁.
32. 1 2 3 4 5 6 7  Jackson 1984，第22頁.
33. ↑  Jackson 1984，第26頁.
34. 1 2  Jackson 1984，第27頁.
35. ↑  Minnis 2011，第27頁.
36. ↑  Minnis 2011，第13頁.
37. ↑  Jackson 1984，第29頁.
38. ↑  Jackson 1984，第29, 73頁.
39. ↑  . Historic England.   [2022-07-27]. （原始内容存档于2022-05-14） （英语）.
40. ↑  . Historic England.   [2022-07-27]. （原始内容存档于2022-05-14） （英语）.
41. ↑  . Historic England.   [2022-07-27]. （原始内容存档于2022-03-31） （英语）.
42. ↑  Butt 1995，第191頁.
43. 1 2  Mogridge 1990，第239頁.
44. ↑  Butt 1995，第121頁.
45. ↑  Simmons & Biddle 1997，第33頁.
46. ↑  . The Guardian. 2007-11-07  [2022-07-27]. （原始内容存档于2022-07-16） （英语）.
47. 1 2 3 4  Jackson 1984，第24頁.
48. ↑  Nilsen 2008，第29頁.
49. ↑  White 2006，第296頁.
50. ↑  Wolmar 2012，第14頁.
51. ↑  Self, Will. . CNN. 2016-10-04  [2022-07-25]. （原始内容存档于2021-06-23） （英语）.
52. ↑  Barkham, Patrick. . The Guardian. 2017-02-06  [2022-07-25]. （原始内容存档于2021-05-18） （英语）.
53. ↑  Moore 2003，第159頁.
54. ↑   (PDF). Department for Transport: 15. 2009  [2022-07-25]. （原始内容 (PDF)存档于2011-06-06） （英语）.
55. 1 2 3 4 5 6 7 8 9 10 11 12 13 14 15 16 17 18 19 20 21 22 23 24 25 26  Davies & Grant 1983，第51頁.
56. 1 2  . National Rail Enquiries.   [2022-07-25]. （原始内容存档于2021-03-05） （英语）.
57. 1 2 3 4 5 6 7 8 9 10 11 12 13  . Office of Rail and Road.   [2022-07-25]. （原始内容存档于2018-02-22） （英语）.
58. ↑  . National Rail Enquiries.   [2022-07-25]. （原始内容存档于2021-03-05） （英语）.
59. ↑  . National Rail Enquiries.   [2022-07-25]. （原始内容存档于2021-03-05） （英语）.
60. ↑  . The Times (London, England). 1990-05-31: 25  [2022-07-25] （英语）.
61. ↑  . National Rail Enquiries.   [2022-07-25]. （原始内容存档于2021-03-05） （英语）.
62. ↑  . Office of Rail and Road.   [2022-07-25]. （原始内容存档于2014-11-06） （英语）.
63. ↑  . National Rail Enquiries.   [2022-07-25]. （原始内容存档于2021-06-24） （英语）.
64. ↑  . National Rail Enquiries.   [2022-07-25]. （原始内容存档于2020-11-26） （英语）.
65. ↑  . National Rail Enquiries.   [2022-07-25]. （原始内容存档于2021-06-25） （英语）.
66. ↑  . National Rail Enquiries.   [2022-07-25]. （原始内容存档于2021-09-12） （英语）.
67. 1 2  . National Rail Enquiries.   [2022-07-25]. （原始内容存档于2021-01-23） （英语）.
68. ↑  . National Rail Enquiries.   [2022-07-25]. （原始内容存档于2021-11-03） （英语）.
69. 1 2  Day 1979，第14頁.
70. ↑  . National Rail Enquiries.   [2022-07-25]. （原始内容存档于2021-06-18） （英语）.
71. 1 2  . Office of Rail and Road.   [2022-07-25]. （原始内容存档于2014-11-06） （英语）.
72. 1 2  Day 1979，第47頁.
73. ↑  . National Rail Enquiries.   [2022-07-25]. （原始内容存档于2021-08-16） （英语）.
74. ↑  . National Rail Enquiries.   [2022-07-25]. （原始内容存档于2021-10-20） （英语）.
75. ↑  . HS1 Ltd.   [2022-07-25]. （原始内容存档于2018-02-12） （英语）.
76. ↑  . Eurostar International Ltd.   [2022-07-25]. （原始内容存档于2022-06-21） （英语）.
77. 1 2  . National Rail Enquiries.   [2022-07-25]. （原始内容存档于2021-04-20） （英语）.
78. ↑   (PDF). Department for Transport: 100. 2009  [2022-07-25]. （原始内容存档 (PDF)于2011-06-06） （英语）.
79. ↑  Jackson 1984，第213頁.
80. ↑  Jackson 1984，第213, 215頁.
81. ↑  . National Rail Enquiries.   [2022-07-25]. （原始内容存档于2021-04-12） （英语）.
82. 1 2  . Office of Rail and Road.   [2022-07-25]. （原始内容存档于2014-11-06） （英语）.
83. ↑  . National Rail Enquiries.   [2022-07-25]. （原始内容存档于2022-03-05） （英语）.
84. ↑  . National Rail Enquiries.   [2022-07-25]. （原始内容存档于2021-05-09） （英语）.
85. 1 2  Jackson 1984，第217頁.
86. ↑  . National Rail Enquiries.   [2022-07-25]. （原始内容存档于2021-03-05） （英语）.
87. ↑  Jackson 1984，第95-97頁.
88. ↑  Holland 2013，第61頁.
89. ↑  Jackson 1984，第196頁.
90. ↑   (PDF). Royal Borough of Kensington and Chelsea. 2010-10-18  [2022-07-25]. （原始内容存档 (PDF)于2021-08-30） （英语）.
91. ↑   42: 325. 1986 （英语）.
92. ↑  . National Fares Manuals. London: British Railways Board. May 1994. Section A （英语）.
93. ↑  Day & Reed 2010，第8頁.
94. ↑  . First Capital Connect.   [2022-07-25]. （原始内容存档于2007-05-17） （英语）.
95. ↑  . National Fares Manuals. London: Association of Train Operating Companies (ATOC Ltd). May 2007. Section A （英语）.

文獻
- Ball, Michael; Sunderland, David T. . London: Routledge. 2002. ISBN 978-1-134-54030-3 （英语）.
- Butt, R. V. J.  1st. Sparkford: Patrick Stephens Ltd. 1995  [2022-07-27]. ISBN 978-1-85260-508-7. （原始内容存档于2022-07-27） （英语）.
- Davies, R.; Grant, M.D. . Newton Abbot: David & Charles. 1983. ISBN 0-7153-8107-5 （英语）.
- Day, John Robert.  6th. London: London Transport. 1979. ISBN 0-85329-094-6 （英语）.
- Day, John Robert; Reed, John.  11th. London: Capital Transport. 2010. ISBN 978-1-85414-341-9 （英语）.
- Holland, Julian. . Newton Abbot: David & Charles. 2013. ISBN 978-1-446-30267-5 （英语）.
- Jackson, Alan. . London: David & Charles. 1984. ISBN 0-330-02747-6 （英语）.
- Martin, Andrew. . London: Profile Books. 2013. ISBN 978-1-846-684784 （英语）.
- Minnis, John. . Arum Press. 2011. ISBN 978-0-7112-6162-4 （英语）.
- Mogridge, Martin J.H. . London: Springer. 1990. ISBN 978-1-349-11798-7 （英语）.
- Moore, Tim. . Croydon: Vintage. 2003. ISBN 978-0-09-943386-6 （英语）.
- Nilsen, Micheline. . New York, NY: Springer. 2008. ISBN 978-0-230-61577-9 （英语）.
- Simmons, Jack; Biddle, Gordon. . Oxford: Oxford University Press. 1997. ISBN 978-019-211697-0 （英语）.
- White, Jerry. . Croydon: Vintage. 2006. ISBN 978-1-84-792447-6 （英语）.
- Wolmar, Christian.  2nd. London: Atlantic Books. 2012. ISBN 978-0-857-89069-6 （英语）.
- Woodall, Ann M. . London: Routledge. 2017. ISBN 978-1-351-87316-1 （英语）.

## 外部連結
- How London's Terminal Stations Got Their Names （页面存档备份，存于） – Londonist
- How many railway terminals does London have? （页面存档备份，存于） – City Metric